# معرية
مُعَرَّيَة أو مِعْرَايَة (الاسم العلمي: Erannis)، جنس حشرات عثية من حرشفيات الأجنحة وفصيلة الأرفية، وصفت من قبل جاكوب أوبنر في عام 1825. ويضعها بعض علماء الحشرات في قبيلة المعراوات كجنس نمطي، لكن آخرين يدمجون هذه المجموعة في قبيلة Boarmiini أو البستوناوات.
تعيش الحشرات البالغة من هذه العث الصغير في تيجان الأشجار المضيفة. وهو الجنس الأكثر تنوعًا في مواطن القارة الشمالية. قليل من الأنواع الأثنى عشر أو المعروفة تتواجد في المناطق المجاورة.